# José de Ibarra

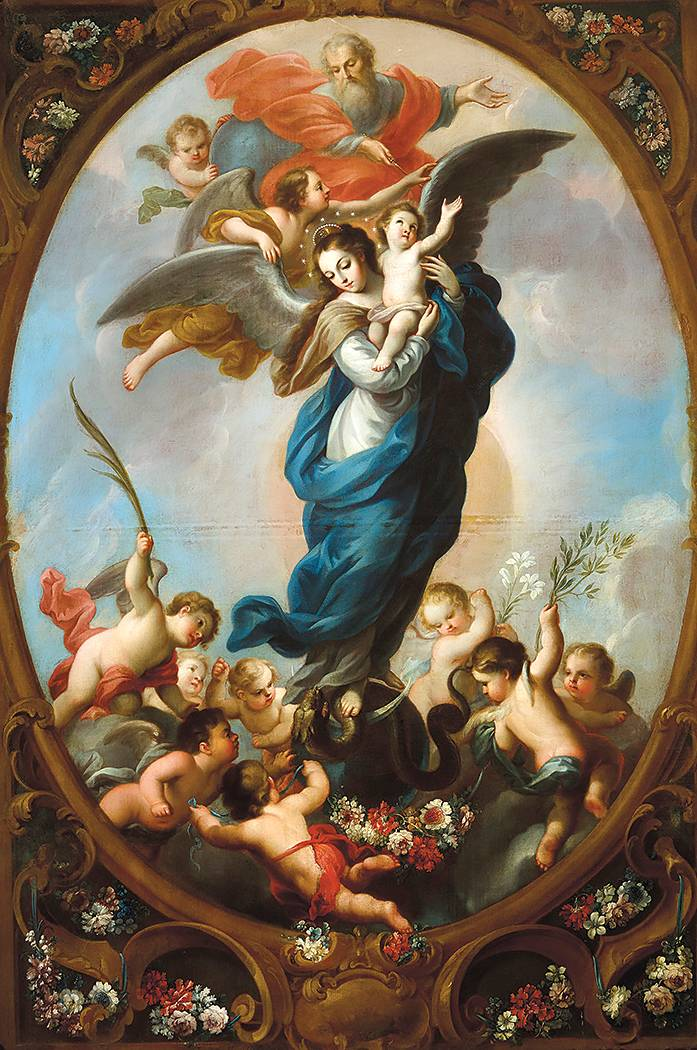
Inmaculada del Apocalipsis, c.1750, Pinacoteca de La Profesa, Ciudad de México

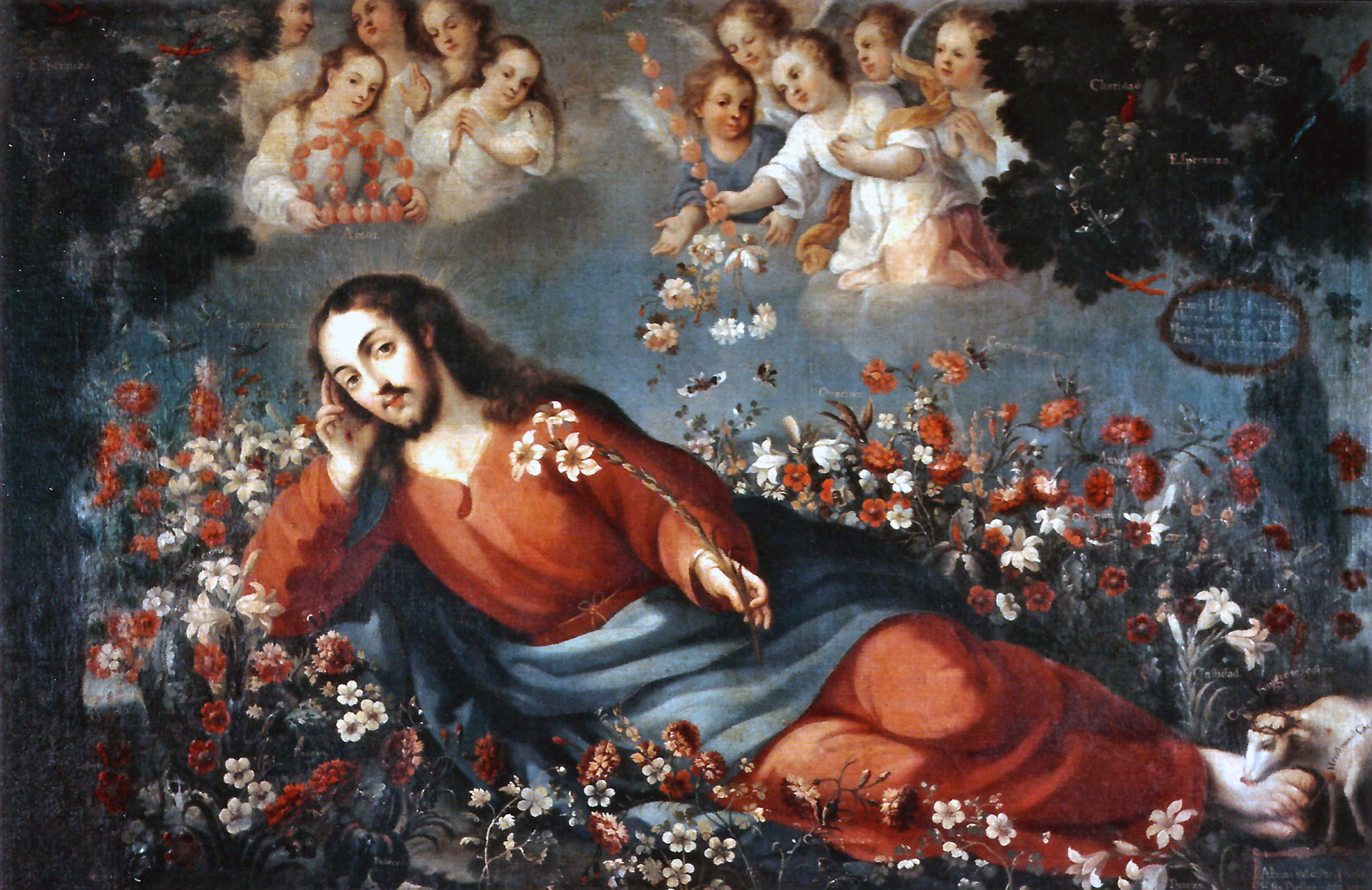
Cristo en el Jardín de las Delicias, Museo Nacional del Virreinato, Tepotzotlán

José de Ibarra (Guadalajara, Nueva Galicia, 14 de abril de 1685 - México, 20 de noviembre de 1756) fue un pintor novohispano.

## Biografía
Discípulo en sus primeros años del pintor mulato Juan Correa (1646-1716), José de Ibarra es, junto a Juan Rodríguez Juárez (1675-1728), una de las figuras más destacadas de la pintura de la primera mitad del siglo XVIII en la Nueva España (actual México). Seguidor de la renovación artística impulsada por los hermanos Juan y Nicolás Rodríguez Juárez, en cuyo taller colaboró, Ibarra cultivó en su obra un lenguaje de modernidad pictórica con fuertes influencias italianas y francesas, que sería el antecedente directo de la obra de Miguel Cabrera (ca. 1715-1768), cuya fama eclipsaría en la posteridad la que el propio Ibarra gozó entre sus contemporáneos como artífice del pincel. 
En buena medida la apreciación de su obra ha sido dificultada por los juicios críticos del historiador Manuel Toussaint, quien en su libro Pintura colonial en México (publicado en 1965) señaló a Ibarra como uno de los responsables de la supuesta "decadencia" de la pintura mexicana en el siglo XVIII propiciada por la influencia de Bartolomé Esteban Murillo (1617-1682), opinión fundada en la semejanza que veía entre la pintura de ambos y en el hecho de que Ibarra fue elogiosamente comparado con el pintor sevillano por su amigo, el poeta e historiador Cayetano de Cabrera y Quintero. 
Desde hace algunos años, sin embargo, la pintura de José de Ibarra ha comenzado a ser revalorada gracias a los aportes de investigadores como Rogelio Ruiz Gomar, Jaime Cuadriello, Ilona Katzew, Paula Mues y otros, quienes han destacado la consistencia y calidad de toda su producción, la originalidad de sus aportes a la tradición pictórica novohispana y la importancia de su contribución a la transformación de las artes que desembocaría en la fundación en México de la Real Academia de San Carlos de las Nobles Artes. 
Como cualidades de su obra destacan su pincelada suelta y ligera, sus rostros con carácter, un afinado sentido de la composición y simetría, un cuidadoso estudio de la anatomía, una aparatosa búsqueda de contrastes tonales y una reducción paulatina de su paleta, todo ello acentuado por las actitudes de los personajes de sus cuadros.
Entre su abundante producción destacan los retratos de los virreyes Pedro de Cebrián y Agustín, conde de Fuenclara, y Pedro de Castro Figueroa y Salazar, duque de la Conquista, así como del arzobispo de México, Juan Antonio Vizarrón y Eguiarreta (Museo Nacional de Historia, México), ejemplos de la maestría de Ibarra en este género pictórico. También sobresalen los tres óleos del Relicario de San José, en la iglesia del antiguo colegio jesuita de Tepotzotlán (hoy Museo Nacional del Virreinato), titulados «El Regreso de Egipto de la Sagrada de Familia», «El Tránsito» y «La Coronación y el Patrocinio de San José». 
Asimismo, merecen mención sus series de pinturas para la Catedral de Puebla, que incluyen los cuatro lienzos de las Adoraciones en los muros exteriores del coro y los catorce lienzos del Viacrucis ubicados en las pilastras a lo largo de ambas naves procesionales. Este último conjunto fue atribuido erróneamente durante mucho tiempo a Miguel Cabrera.
La Pinacoteca de La Profesa exhibe Inmaculada del Apocalipsis, pintura influida por un óleo de Rubens sobre el mismo tema creado para la Catedral de Frisinga y conservado en la Alte Pinakothek de Múnich. Finalmente, se distinguen por su originalidad las alegorías Cristo en el Jardín de las Delicias (Museo Nacional del Virreinato, Tepotzotlán) y Divino Pastor (Museo del Ex-Convento de San Agustín, Acolman).